# Teyahuala
Teyahuala es una localidad de mexicana, localizada en el municipio de Tepehuacán de Guerrero en el estado de Hidalgo.

## Toponimia
del náhuatl Te-yahual-la, sinónimo de teyahualco, de tetl piedra o pedregal, y el plural de yahualli rueda o cerco: “Cerco de piedra”.

## Geografía
Se encuentra en la región geográfica de la Sierra Alta; a la localidad le corresponden las coordenadas geográficas 21°3′1.623″ de latitud norte y 98°50′41.778″ de longitud oeste; con una altitud de 1394 m s. n. m. Cuenta con un clima semicálido húmedo con lluvias todo el año.
En cuanto a fisiografía se encuentra en la provincia de la Sierra Madre Oriental, dentro de la subprovincia del Carso Huasteco; su terreno es de sierra. En lo que respecta a la hidrografía se encuentra posicionado en la región del Pánuco, dentro de la cuenca del río Moctezuma, y en la subcuenca del río Amajac.

## Demografía
En 2020 registró una población de 720 personas, lo que corresponde al 2.31 % de la población municipal; de los cuales 381 son hombres y 339 son mujeres.
| Gráfica de evolución demográfica de Teyahuala entre 1900 y 2020                              |
|                                                                                              |
| Población de los censos y conteos del Instituto Nacional de Estadística y Geografía (INEGI). |